# الدوري الأردني 1959
إحصائيات الدوري الأردني في موسم 1959.

## نظرة عامة
فاز النادي الفيصلي بالبطولة.

## وصلات خارجية
- موقع الاتحاد الأردني لكرة القدم